# Saint-Paul-en-Chablais
Saint-Paul-en-Chablais è un comune francese di 2 201 abitanti situato nel dipartimento dell'Alta Savoia della regione dell'Alvernia-Rodano-Alpi.

## Società

### Evoluzione demografica
Abitanti censiti